# 杨坚白 (政治人物)
杨坚白（1909年—1996年11月4日)，名鸿琮，天津人，中华人民共和国政治人物，曾任中国民主促进会中央委员会常务委员，天津市人大常委会副主任，第五、六、七届全国人大代表。
1923至1929年，杨坚白就读于天津市南开中学，1933年于燕京大学国文系毕业，后到南开中学任教。抗日战争时期，杨坚白曾在耀华中学任教。抗战胜利后，他回到南开中学工作。1949年，任天津市南开中学校务委员会主任。1952年任天津市第十五中学校长。
1955年起，历任天津市教育局副局长，全国政协委员，全国人大代表，天津市政协副主席，天津市人大常委会副主任。